# 海牛目
海牛目（学名：Sirenia），在海洋哺乳動物中是相當特殊的一群，所屬物種均為植食性，以海草與其他水生植物為食
。現存共有四種海牛目動物，分為兩個科：海牛科（Trichechidae）及儒艮科（Dugongidae）。海牛科包含3種生存在大西洋水域的海牛，分别是亚马逊海牛、西印度海牛和西非海牛；儒艮科则包含生存在太平洋及印度洋的儒艮（Dugong dugon）及已灭绝的大海牛（Hydrodamalis gigas）。

## 形態特徵

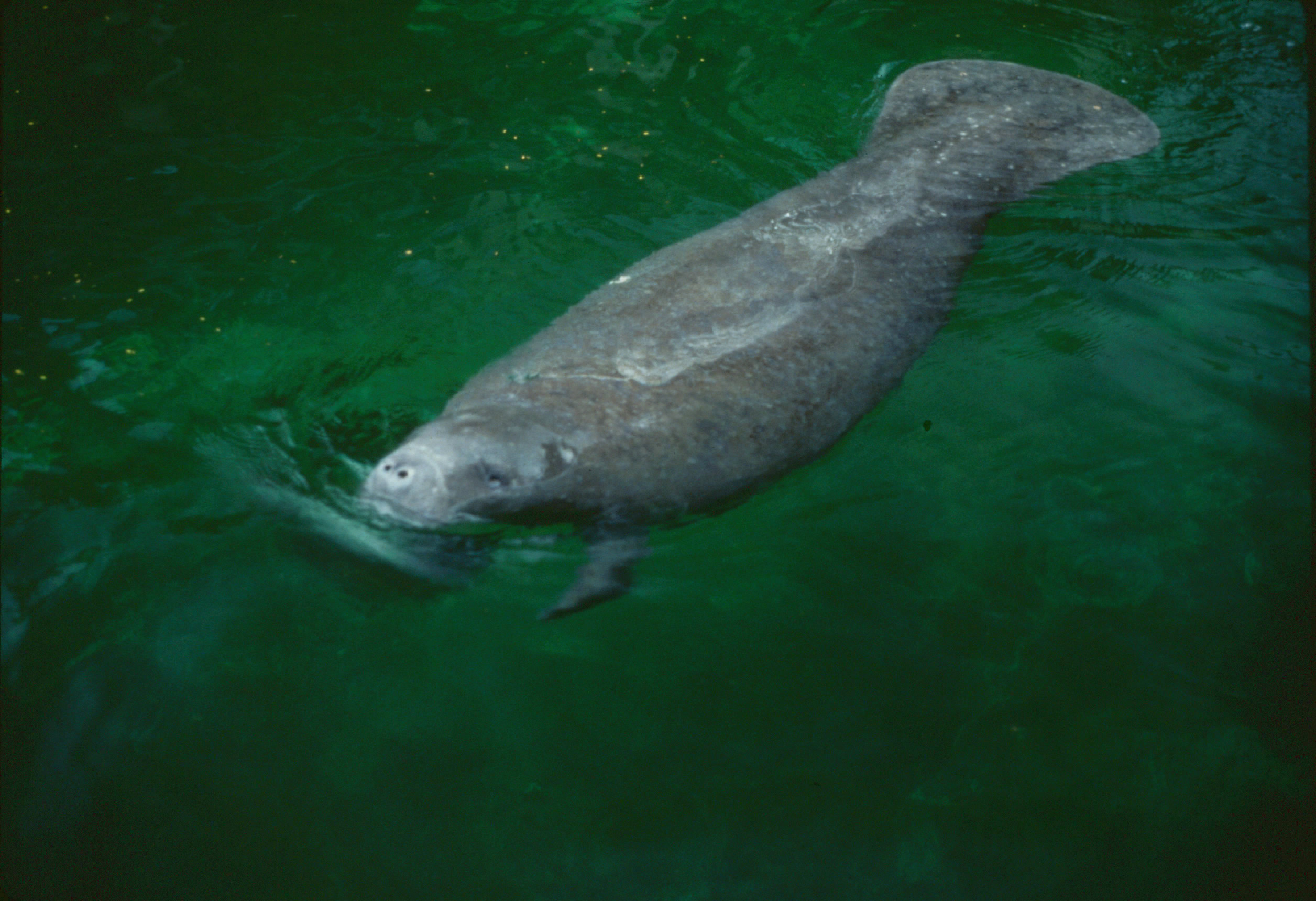
圓尾巴的大西洋海牛

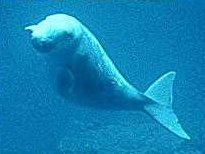
尾巴分岔的儒艮

海牛目動物相當適應水中生活，牠們有流線形的身體，沒有後肢與背鰭，身上毛髮稀疏，前肢呈槳狀便於游泳。儒艮科與海牛科的體型相似，由尾部可明顯分辨兩者：海牛科的尾巴寬大而略呈圓形，儒艮科則為V形尾，近似於巨擘的尾鰭。
海牛目有厚而可移動的嘴脣，表面覆有濃密的短毛，可抓取海草送進口中。牠們演化出特殊的牙齒替換系統，以适应食用多纖維食物造成的牙齒磨損。海牛僅具臼齒，更新方式不是一顆掉了後再重新長出新牙，而是整列牙齒由顎的末端水平地往前移動，當牙齒移動至顎的最前端時，牙根會逐漸被吸收終至脫落，跟象的牙齒結構有點像。儒艮的上下顎各有三對臼齒與前臼齒，隨著年齡增長，牠們的前臼齒與第一對臼齒會脫落，剩餘的臼齒則會終生生長。雄性有兩顆大型門齒，在青春期時會突出嘴邊，但當嘴巴閉上時會被嘴脣蓋住。沒有外耳殼，只在頭部兩側各有1個很小的耳孔；2個鼻孔皆位於吻部的頂端，潛水時會被皮膜掩蓋。雌性有1對乳房，乳頭位於前肢基部處。
牠們的肺很大，是浮力的主要來源；橫膈膜的位置相當特殊，不像人類般與肩膀平行，而是大致與背、腹部平行，推測可能與浮力的調節有關。骨架非常厚重，尤其是肋骨，除了有鉛垂般幫助下潛的功能外，對於鯊魚等天敵的衝撞也有一定的抵禦能力。皮膚相當厚，體內儲存有許多脂肪，但脂肪厚度通常不及鯨類的鯨脂。
雄性海牛目動物沒有外露的生殖器，隱藏於腹部中段；雌性生殖器接近肛門，在尾柄前方。懷孕期一般約1年以上，1胎僅產1子。

## 演化
已知最早的化石約在始新世早期，到了漸新世與中新世時期是海牛目最繁盛的時候，之後便逐漸衰退，原因可能是氣候寒冷化、海洋環境變動，或是古代人類獵捕等造成。最早的海牛目動物大小相當於今日的豬，有四隻腳，居住於岸邊。儒艮科約在始新世末期出現，外型已相當接近今日的儒艮，出土化石不少；海牛科可能在漸新世初期演化出來，現有化石數量較少。目前對於海牛目的演化分歧情形仍有許多疑問，各科分歧的時間點也尚有爭議，但關於“由陸棲至海生”的演化途徑由於化石充足已有完整理論提出。
雖然外型上有相當大的差異，不過由考古學與比較解剖學上的證據顯示，現生哺乳類中與海牛目親緣關係最近的是長鼻目（Proboscidea，象屬此目）。

## 現狀
近幾世紀以來，海牛目的族群皆已明顯下降，在許多區域已滅絕。族群減少的主要因素是由於人類活動的干擾，雖然已受保護，但在其棲息地內仍然不時遭到獵殺，在某些地區的市場上甚至仍公然買賣海牛肉。海牛的死亡威脅還包括遭到運河水門夾傷與陷於漁網中導致的窒息。儒艮也常死於漁業拖網、捕鯊魚與海龜網，其他包括炸魚、海面原油汙染、龍旋風與暴風侵襲、寄生、虎鯨與鯊魚的捕食等。

## 海牛目系統分類表
- †始新海牛科（英语：Prorastomidae） Prorastomidae
  - †陸行海妖獸屬（英语：Pezosiren） Pezosiren
  - †船首口獸屬（英语：Prorastomus） Prorastomus
- †原海牛科（英语：Protosirenidae） Protosirenidae
  - † Ashokia
  - †利比亞海妖獸屬 Libysiren
  - †原海牛屬（英语：Protosiren） Protosiren
- 儒艮科 Dugongidae 
  - †異儒艮屬（英语：Anisosiren） Anisosiren
  - †卡里博儒艮屬（英语：Caribosiren） Caribosiren
  - †印度儒艮屬 Indosiren
  - †林茨沙儒艮屬（英语：Lentiarenium） Lentiarenium
  - †考皮獸屬（英语：Kaupitherium） Kaupitherium
  - †帕拉里獸屬（英语：Paralitherium） Paralitherium
  - †古儒艮屬（英语：Priscosiren） Priscosiren
  - †屬 Prohalicore
  - †賽蓮獸屬（英语：Sirenavus） Sirenavus
  - †哈里獸亞科（英语：Halitheriinae） Halitheriinae
    - †始新儒艮屬（英语：Eotheroides） Eotheroides
    - †屬 Prototherium
    - †始海牛屬 Eosiren
    - †哈里獸屬（英语：Halitherium） Halitherium

  - 儒艮亞科 Dugonginae
    - †辯才天海牛屬（英语：Bharatisiren） Bharatisiren
    - †卡利斯托海牛屬（英语：Callistosiren） Callistosiren
    - †圓齒海牛屬（英语：Crenatosiren） Crenatosiren
    - †屬 Corystosiren
    - †庫萊布拉儒艮屬 Culebratherium
    - †屬 Dioplotherium
    - †唐寧獸屬（英语：Domningia） Domningia
    - 儒艮属 Dugong
      - 儒艮 Dugong dugon

    - †意大利儒艮屬（英语：Italosiren） Italosiren
    - †刻赤儒艮屬（英语：Kutchisiren） Kutchisiren
    - †矮儒艮屬（英语：Nanosiren） Nanosiren
    - †屬 Norosiren
    - †皺儒艮屬 Rytiodus
    - †異海牛屬 Xenosiren

  - †居間獸亞科（英语：Metaxytheriinae） Metaxytheriinae
    - †居間獸屬（英语：Metaxytherium） Metaxytherium

  - 巨儒艮亞科（英语：Hydrodamalinae） Hydrodamalinae
    - †杜氏海牛屬 Dusisiren
    - †无齿海牛属 Hydrodamalis
      - †大海牛 Hydrodamalis gigas
- 海牛科 Trichechidae
  - 海牛属 Trichechus
    - 西印度海牛 Trichechus manatus
    - 西非海牛 Trichechus senegalensis
    - 亚马逊海牛 Trichechus inunguis
    - †西亞馬遜海牛（葡萄牙語：Trichehus hesperamazonicus） Trichehus hesperamazonicus

  - †屬 Anomotherium
  - †屬 Miosiren
  - †屬 Potamosiren
  - †河齿兽属 Ribodon